# Псевдосфера
Псевдосфера или трактрикоид е двумерна повърхнина с постоянна отрицателна кривина. Терминът е въведен от Белтрами през 1868. Кривината на псевдосфера с радиус R е −1/R2, за разлика от кривината на сферата която има положителна кривина 1/R2. Псевдосфера можем да получим като завъртим трактриса около нейната асимптота, оттук идва и алтернативното име.